# Domus Vista
El Domus Vista se encuentra en Roskildevej, Frederiksberg, Copenhague, y es con sus 102 metros, la estructura residencial más alta de Dinamarca y el segundo edificio residencial más alto de Escandinavia. El edificio más alto es el Turning Torso en Malmö, que se completó en 2005. El edificio fue diseñado por el arquitecto Ole Hagen y se completó en 1969. Fue edificado por el constructor Harald Simonsen.
Domus Vista cuenta con 30 pisos y 470 apartamentos. Las plantas inferiores eran originalmente un hotel con restaurante, sala de recepciones y salas de estar. El hotel fue cerrado a principios de 1970. La planta baja ahora posee un centro comercial y una biblioteca.